# Jim Mailer
James „Jim“ Mailer (* 12. Oktober 1968) ist ein schottischer Badmintonspieler. 

## Karriere
Jim Mailer gewann in Schottland drei Juniorentitel und ebenfalls drei Titel bei den Erwachsenen. 1989 und 1993 nahm er an den Badminton-Weltmeisterschaften teil. 1989 wurde er Dritter bei den Welsh International.

## Sportliche Erfolge
| Saison | Veranstaltung                       | Disziplin    | Platz | Name                    |
| ------ | ----------------------------------- | ------------ | ----- | ----------------------- |
| 1986   | Schottland: Juniorenmeisterschaften | Herreneinzel | 1     | Jim Mailer              |
| 1987   | Schottland: Juniorenmeisterschaften | Herreneinzel | 1     | Jim Mailer              |
| 1987   | Schottland: Juniorenmeisterschaften | Herrendoppel | 1     | Jim Mailer / David Ross |
| 1993   | Schottland: Einzelmeisterschaften   | Herreneinzel | 1     | Jim Mailer              |
| 1996   | Schottland: Einzelmeisterschaften   | Herreneinzel | 1     | Jim Mailer              |
| 1997   | Schottland: Einzelmeisterschaften   | Herreneinzel | 1     | Jim Mailer              |